# Megatone v Megavate
Megatone v Megavate je ameriško-ruski dogovor o uporabi visokoobogatenega urana iz ruskih jedrskih konic za generiranje elektrike v jedrskih elektrarnah v ZDA. Program je bil uspešno zaključen decembra 2013.
Zaradi dogovora o zmanjševanju arzenala jedrskega orožja iz časov Hladne vojne je ostala velika zaloga obogatenega urana in plutonija, ki se ga da uporabiti v konvencionalnih jedrskih reaktorjih. 
V 20 letnem dolgem programu je Rusija 500 ton visokoobogatenega urana (90% U235) pretvorila v 15 000 ton nizkoobogatenega urana (manj kot 5%U235 ) za uporabo v jedrski elektrarni. S tem so dosegli dva cilja zmanjšali jedrski arzenal in dobili uporabno jedrsko gorivo. 500 ton visokoobogatenega urana je dovolj za približno 20 000 jedrskih konic.
Ta program je sicer zmanjšal potrebo po rudarjenu več kot 100 000 ton naravnega urana. Trenutno je kapaciteta rudarjenja urana manjša kot je potreba, zato so možni problemi v prihodnosti.
Za obogatenje urana na 90% je potrebno veliko energije in sredstev, zato ga ni smotrno spet znižati na manj kot 5%.  Visokoobogateni uran se uporablja lahko za podmornice, jedrske letalonosilke, in ledolomilce, ter nove tipe oplodnih reaktorjev. Vendar je bila količina velika in Rusija je imela velike gospodarske težave v 1990ih.
Obstajajo tudi viški plutonija, ZDA so se sprva hoteli znebiti kot visokoradioaktiven odpadek. Rusi pa so v njem videlu nov vir energije. Za uporabo plutonija so sicer potrebne modifikacije reaktorja.